# Lubomír
Lubomír (další varianta Lubomil, slovensky Ľubomír) je mužské křestní jméno slovanského původu, jehož význam je „mírumilovný“. Podle českého kalendáře má svátek 28. června.
Ženským ekvivalentem je Lubomíra.

## Zdrobněliny
Luboš, Lubomírek, Lubošek, Luba, Lubko, Lubánek, Lubíček, Lubča, Lubínek, Lubo

## Statistické údaje
Následující tabulka uvádí četnost jména v ČR a pořadí mezi mužskými jmény ve srovnání dvou roků, pro které jsou dostupné údaje MV ČR – lze z ní tedy vysledovat trend v užívání tohoto jména:
| Rok       | Četnost    | Pořadí   |
| 1999      | 29 479     | 37.      |
| 2002      | 29 038     | 38.      |
| Porovnání | o 441 méně | o 1 hůře |
| 2006      | 28 002     | 40.      |
| 2016      | 24 607     | 102.     |

Změna procentního zastoupení tohoto jména mezi žijícími muži v ČR (tj. procentní změna se započítáním celkového úbytku mužů v ČR za sledované tři roky 1999–2002) je -0,8%.

## Známí nositelé jména
- Lubomír Bauer – český hokejista
- Lubomír Brabec – český kytarista
- Lubomír Dostál – více osob, rozcestník
- Lubomír Kostelka – český herec
- Lubomír Lipský – český herec a komik
- Lubomír Lichý – český kreslíř a ilustrátor
- Lubomír Martínek – český spisovatel
- Lubomír Malý – český violista a vysokoškolský pedagog
- Lubomír Mátl – český dirigent, hudební pedagog a sbormistr
- Ľubomír Reiter – bývalý slovenský fotbalista
- Lubomír Šlapeta – český architekt
- Lubomír Štrougal – československý premiér (1970–1988)
- Lubomír Tichý – český písničkář vystupující pod uměleckým jménem Xavier Baumaxa
- Lubomír Úlehla – český letec
- Lubomír Zaorálek – český politik (ČSSD)